# Cleopatra van Mauretanië
Cleopatra van Mauretanië, Cleopatra IX is waarschijnlijk het kind van Cleopatra Selena II en Juba II van Mauretania.
We weten van haar bestaan af door:
- In Athene zijn er drie inscripties gevonden voor de kinderen van koning Juba II. Er is een inscriptie gevonden dat simpel zegt Dochter van koning Juba II, zonder vermelding van haar naam.[1]
- Cleopatra Selena II was patriottisch over haar Ptolemaeïsche en Griekse/Macedonische achtergrond. Ze noemde haar enige zoon Ptolemaeus van Mauretania, volgens archeologische vondsten, blijkt dat Cleopatra Selena II de rechten heeft geërfd van de Ptolemaeïsche vrouwen.